# Prozelitizam
Prozelitizam (od grč. proselythos - pridošlica, došljak) označava nametljivo i nasrtljivo, nasilno i fanatično vrbovanje za jednu vjersku zajednicu, političku grupaciju ili za određene svjetonazore. Pojam također označava i gorljivost novoobraćenika te njegova često fanatična nastojanja da se na bilo koji način privoli što više novih pristaša (prozelita). 
Pojam prozelitizam usko je povezan s bitnim pojmovima kršćanske teologije, kao npr. misijski nalog, jedinstvo Crkve, zajedničko kršćansko svjedočenje, ekumenizam, dijalog. U posljednjih nekoliko desetljeća, pa i stoljeća, pojam je poprimio potpuno negativno značenje.
U Starom zavjetu i Novom zavjetu prozelitizam se shvaća u pozitivnom kontekstu. Prozelit je bio poganin koji je prešao židovskom vjerskom, a često i nacionalnom zajedništvu.